# Быстряк сфагновый
Быстряк сфагновый (лат. Agonum ericeti)  — вид жужелиц из подсемейства Platyninae. Обитают по всей Европе за исключением Испании и Португалии.

## Описание
Жук длиной от 5 до 7,2 мм, шириной не более 2,9 мм. Верхняя часть тела обычно одноцветная, бронзовая или медно-красная, редко чёрно-бронзовая. Переднеспинка по направлению назад сужена сильнее, чем вперёд.

## Экология
Обитает на сфагновых болотах. 